# Harrods Hotel & Residences Main Tower
La Harrods Hotel & Residences Main Tower est un gratte-ciel en construction à Kuala Lumpur en Malaisie. Il s'élèvera à 220 mètres environ. 